# Denials
«Denials» —en español: «Negación»— es el sexto episodio de la tercera temporada de la serie de televisión de antología y comedia dramática estadounidense The White Lotus. Es el episodio número 19 de la serie y fue escrito y dirigido por el creador de la serie Mike White. Se emitió originalmente en HBO el 23 de marzo de 2025, y también se estrenó el mismo día en Max.
La serie sigue a los huéspedes y empleados de la ficticia cadena de resorts White Lotus. La temporada está ambientada en Tailandia y sigue a los nuevos huéspedes, entre los que se encuentran Rick Hatchett y su joven novia Chelsea; Timothy Ratliff, su esposa Victoria y sus hijos Saxon, Piper y Lochlan; Jaclyn Lemon y sus amigas Kate y Laurie; y la empleada de White Lotus Hawaii Belinda. En el episodio, Saxon y Lochlan comienzan a descubrir lo que realmente sucedió en la Fiesta de Luna Llena, mientras Chloe discute con «Gary» sobre la fiesta. Mientras tanto, Piper lleva a sus padres al monasterio, y Belinda da la bienvenida a su hijo Zion en el complejo.
Según Nielsen Media Research, el episodio fue visto por 0.744 millones de telespectadores y obtuvo una cuota de audiencia de 0.19 entre los adultos de 18 a 49 años. El episodio recibió críticas mayoritariamente positivas, que elogiaron las interpretaciones, el desarrollo de los personajes y los valores de producción.

## Argumento
Timothy (Jason Isaacs) imagina que su esposa Victoria (Parker Posey) se despierta con el sonido de un disparo y descubre que se ha suicidado; ella y su hija Piper (Sarah Catherine Hook) se horrorizan al encontrar su cadáver. Perturbado, Timothy esconde el arma en un cajón.
Tras pasar la noche con Pornchai (Dom Hetrakul), Belinda (Natasha Rothwell) se despierta y descubre que su hijo Zion (Nicholas Duvernay) ha llegado pronto. Descubre a su madre en la cama con Pornchai, pero se ríe y le da un poco de intimidad. Más tarde, Pornchai sugiere que él y Belinda hablen de abrir el centro de bienestar que una vez planeó crear con Tanya.
En el yate, Chloe (Charlotte Le Bon) le dice a Chelsea que le preocupa que «Gary» (Jon Gries) descubra que tuvo relaciones sexuales tanto con Saxon como con Lochlan. Saxon (Patrick Schwarzenegger) se despierta con vagos recuerdos de haberse masturbado mientras su hermano pequeño Lochlan (Sam Nivola) tenía sexo con Chloe a su lado. Horrorizado, empieza a recordar que Lochlan en realidad estaba masturbando a Saxon mientras tenía sexo con Chloe. Saxon le cuenta a Lochlan que ambos se desmayaron antes de vomitar en el baño.
De vuelta en el resort, Victoria les cuenta a Saxon y Lochlan los planes de Piper de pasar un año en Tailandia en el cercano centro de meditación. Saxon se muestra desdeñoso y Lochlan la apoya, aceptando ir al centro para apoyar a Piper mientras Timothy y Victoria conocen al monje con el que piensa estudiar.
Kate (Leslie Bibb) le cuenta a Laurie (Carrie Coon) que vio a Valentin (Arnas Fedaravicius) saliendo a escondidas de la habitación de Jaclyn, dando a entender que tuvieron sexo. Laurie está claramente dolida pero dice que sólo siente lástima por Jaclyn (Michelle Monaghan) por estar tan obsesionada con la atención masculina a su edad. Más tarde, Laurie le pregunta a Jaclyn al respecto y ésta niega haberse acostado con Valentin. Laurie sigue insistiendo en el tema hasta que Jaclyn se enfada y la acusa a ella y a Kate de hablar de ella a sus espaldas.
En Bangkok, Rick (Walton Goggins) se reúne con Sritala (Patravadi Mejudhon) para organizar un proyecto con su amigo director, que en realidad es Frank (Sam Rockwell). Afirma que para conseguirle un verdadero papel, el «director» quiere reunirse con ella en su casa, a pesar de las reservas de Sritala, ya que su esposo sigue enfermo.
Piper acude al monasterio para reunirse con el monje Luang Por Teera, a quien le habla de su falta de rumbo y de los problemas con su familia. Después, Timothy habla con él sobre la vida después de la muerte, lo que le parece reconfortante. Decide apoyar la decisión de Piper de quedarse. Victoria se sorprende y le dice a Piper que la apoyará si acepta quedarse una noche. Piper acepta y Lochlan decide quedarse también.
Mientras los Ratliffs están fuera, Gaitok (Tayme Thapthimthong) se infiltra en su habitación y encuentra el arma que Timothy había robado de la cabina de seguridad.
Chloe regresa a casa e intenta reconciliarse con Gary, quien le dice que no le molesta su infidelidad y le dice que necesita su ayuda para «ocuparse de algo». Le pide que invite a los hermanos a cenar. Más tarde, se acerca a Belinda, que está claramente alarmada, y le pide que también venga a cenar, añadiendo: «Creo que deberíamos hablar».
Junto a la piscina, Saxon le pregunta a Chelsea por qué no se acostó con él. Ella le explica que tiene novio y cree que es su alma gemela, al tiempo que se refiere a Saxon como «desalmado». Chloe llega e invita a Saxon y a su hermano a cenar a casa de Gary, convenciéndolo de que no está disgustado. Chloe confirma que Saxon y Lochlan tuvieron un encuentro sexual, perturbando profundamente a Saxon. En el monasterio, Lochlan recuerda su encuentro incestuoso con su hermano.
En Bangkok, Rick y Frank son conducidos a la casa de los Hollinger, donde Frank se hace pasar por el director y se presenta a Sritala y a su esposo, Jim (Scott Glenn).

## Producción

### Desarrollo
El episodio fue escrito y dirigido por el creador de la serie Mike White. Este fue el decimonoveno crédito de White como guionista y director de la serie.

### Escritura
Patrick Schwarzenegger expresó su sorpresa por la revelación del episodio de que Saxon y Lochlan participaron en un trío, describiéndolo como «salvaje», y creyendo que debía de haber habido un error tipográfico en el guion. Sam Nivola también se mostró sorprendido, pero afirmó que «ni por un segundo dudé de la importancia de esa escena para la historia». Schwarzenegger consideró que el argumento no se basa en el valor de choque, «Mike [White] hace un gran trabajo con mi personaje con esa escena, pero también en las temporadas anteriores de traer siempre algo que es realmente divertido y escandaloso y provoca una conversación que hace que la gente hable, pero también tiene mucho que ver con el peregrinaje de la historia de los personajes y hacia dónde va. Y aquí, especialmente con la relación que Saxon tiene con su hermano pequeño. Siempre hay más de lo que parece en la pantalla».

## Recepción

### Audiencia
En su emisión original en Estados Unidos, «Denials» fue visto por 0.744 millones de telespectadores, con un 0.19 en la franja demográfica 18-49. Esto supuso un aumento del 22% respecto al episodio anterior, que fue visto por 0.677 millones de espectadores en hogares con un 0.16 en la franja demográfica de 18-49.

### Respuesta de la crítica
«Denials» recibió críticas mayoritariamente positivas. En el sitio web de agregadores de reseñas Rotten Tomatoes, el 75% de las 7 reseñas de los críticos son positivas, con una calificación promedio de 8/10.
Manuel Betancourt, de The A.V. Club, le dio al episodio una «A» y escribió: «Como demostró el episodio de la semana pasada, The White Lotus da lo mejor de sí no sólo cuando destila sus muchas preocupaciones en espinosas interacciones individuales que sirven de golosina para los votantes de los Emmy, sino cuando escenifica una fricción entre el mundo en el que viven estos personajes y el mundo que les ofrece una semana rodeados de una nueva cultura. Podría decirse que ésta es la promesa de los viajes: la posibilidad de presenciar una forma de ser diferente. Pero incluso cuando esto sucede a nivel individual para muchos de estos personajes, es obvio que Mike White también está presentando un caso bastante sólido contra el modo de vida estadounidense».
Alan Sepinwall de Rolling Stone escribió: «En una serie que ya ha presentado a Armond haciendo caca delante de la cámara, a Tanya disparando a todos los gays y a Portia descubriendo a Leo teniendo sexo con su «tío», la competencia por el momento más impactante de White Lotus es dura, pero este desarrollo está definitivamente ahí arriba». Proma Khosla de IndieWire le dio al episodio una calificación de «B+» y escribió: «Puede que la serie de Mike White empiece y termine con una muerte cada temporada, pero la serie es y siempre ha sido una sátira social, con dinámicas tanto familiares como sexuales incluidas en ese comentario – así que, ¿por qué no combinar las dos, y en la cadena líder en incesto? Las revelaciones del episodio 6 ponen al espectador en el punto de vista de Chloe y Chelsea, evaluando la dinámica general de los hermanos con mórbida fascinación».
Amanda Whiting de Vulture le dio al episodio una calificación de 4 estrellas de 5 y escribió: «'Denials' no es tanto un episodio de televisión como sus secuelas. La Fiesta de luna llena de la semana pasada fue tensa; las historias se solaparon de forma literal, espiritual y metafórica. Esta semana, nos ocupamos de las secuelas dispersas de esa explosión meticulosamente coreografiada, y nos enteramos de lo asombrosamente lejos que algunos invitados llevaron los límites de "Lo que pasa en Tailandia se queda en Tailandia"». Erik Kain de Forbes, escribió: «The White Lotus sigue avanzando lentamente hacia la salvaje conclusión que nos espera, pero se está tomando su tiempo. No lo digo para criticar el ritmo de la tercera temporada, pero me sorprende un poco que no haya habido un poco más de polinización cruzada entre las líneas argumentales a estas alturas del juego. Sin embargo, parece que eso cambiará muy pronto, con una gran cena programada para nuestros lujosos invitados».
Noel Murray de The New York Times, escribió: «Aunque esta semana hay más expectación que acción, White desarrolla los temas principales de la temporada de forma que se profundiza un poco más en ellos. Una y otra vez, al enfrentarse a crisis provocadas en su mayoría por ellos mismos, muchos de estos personajes se preguntan: ¿Hay una forma mejor de vivir?». Brady Langmann de Esquire escribió: «El episodio 6 por fin ofrece las exploraciones más profundas de la espiritualidad que esperamos de la tercera temporada. No me malinterpreten, el monólogo de Sam Rockwell del episodio 5 fue genial. Pero me encantó que este episodio tuviera una nota seria de espiritualidad en la vida de nuestro smartphone».
Yvonne Villareal de Los Angeles Times, escribió: «Sé que los productores han dicho que esto no es para causar conmoción, y les creo, pero santo cielo, más vale que alguien se asegure de que Victoria esté debidamente medicada para entonces». Helena Hunt de The Ringer, escribió: «Como dice el monje Luang Por Teera: "Todos huyen del dolor hacia el placer. Pero cuando llegan allí, sólo encuentran más dolor. No se puede huir del dolor". El episodio 6 es la inevitable resaca de todas las fiestas de la semana pasada, porque en el universo de Mike White no puede haber momentos salvajes sin algún ajuste de cuentas kármico».